# St-Maclou (Mantes-la-Jolie)

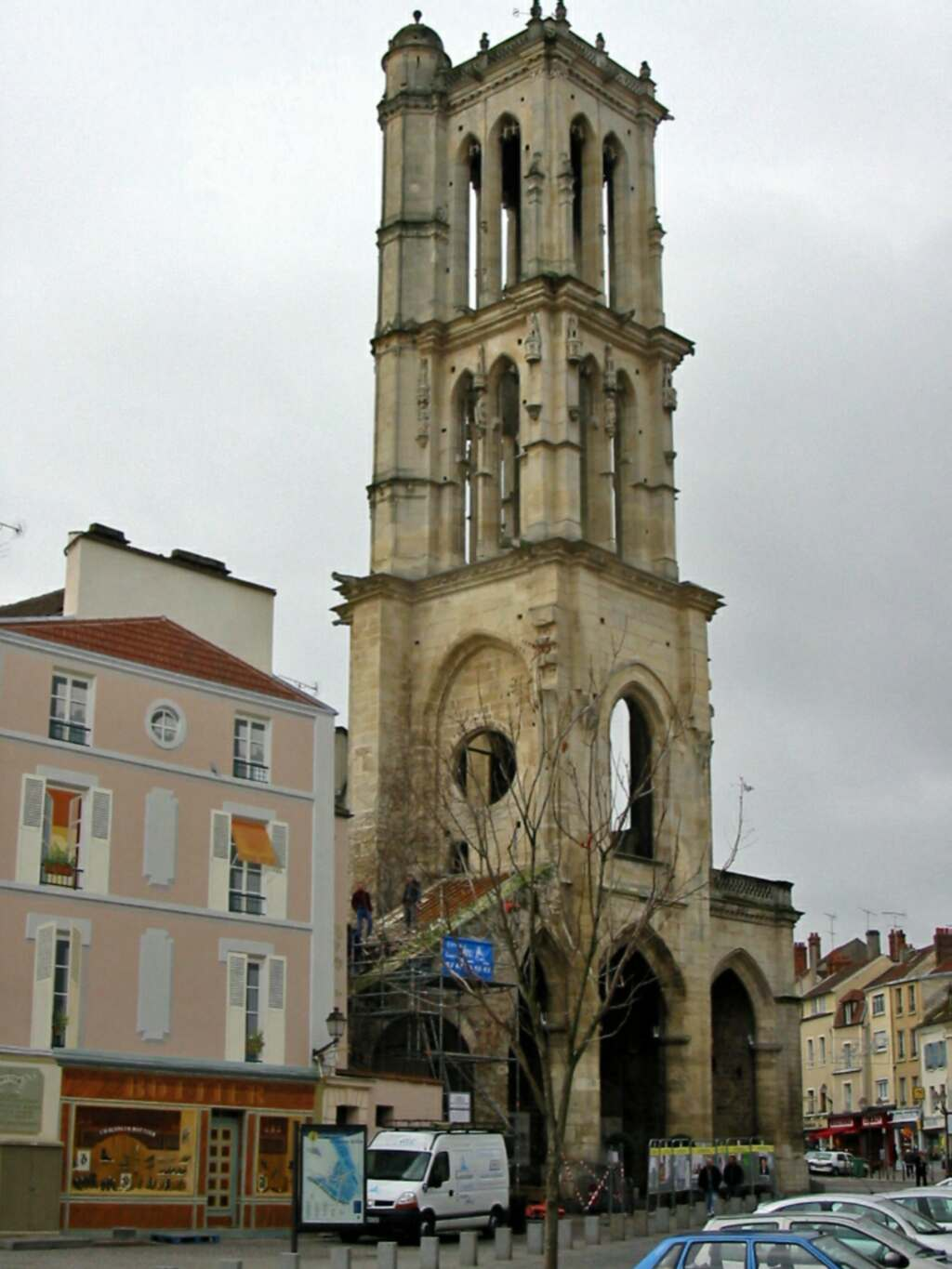
Turm der Kirche Saint-Maclou

Die Kirche St-Maclou in Mantes-la-Jolie, einer französischen Stadt im Département Yvelines in der Region Île-de-France, wurde im 11./12. Jahrhundert errichtet. Der Turm der ehemaligen Kirche ist seit 1908 als Monument historique geschützt.

## Geschichte
Die dem heiligen Machutus geweihte Pfarrkirche war ein romanischer Kirchenbau, der 1087 durch die Truppen Wilhelm des Eroberers zerstört wurde. Im 16./17. Jahrhundert wurde der Bau im Stil der Renaissance wiedererrichtet. Während der Revolution wurde das Kirchengebäude aufgegeben und kam schließlich in Privatbesitz. Anfang des 19. Jahrhunderts wurde die Kirche abgerissen. Nur der Turm blieb erhalten, der von der Stadt Mantes-la-Jolie gekauft wurde.
In den 1980er Jahren fanden die letzten Renovierungen des Turmes, der während des Zweiten Weltkrieges beschädigt wurde, statt.